# Сан-Себастьян-дель-Оэсте (муниципалитет)
Сан-Себастьян-дель-Оэсте (исп. San Sebastián del Oeste) — муниципалитет в Мексике, в штате Халиско, с административным центром в одноимённом посёлке. Численность населения, по данным переписи 2020 года, составила 5086 человек.

## Общие сведения
Название San Sebastián дано в честь Святого Себастьяна, а del Oeste указывает на географическое расположение — на востоке.
Площадь муниципалитета равна 1116,7 км², что составляет 1,4 % от общей площади штата, а наиболее высоко расположенное поселение Остотипак находится на высоте 2205 метров.
Сан-Себастьян-дель-Оэсте граничит с другими муниципалитетами штата Халиско: на востоке с Гуачинанго, на юге с Маскотой, на западе с Пуэрто-Вальяртой, а на севере граничит с другим штатом Мексики — Наяритом.

## Учреждение и состав
Муниципалитет был образован в 1825 году, по данным 2020 года в его состав входит 68 населённых пунктов, самые крупные из которых:
| Код INEGI                  | Населённый пункт                                                                                                  | Численность населения (2005 год) | Численность населения (2010 год) | Численность населения (2020 год) |
| -------------------------- | --- | -------------------------------- | -------------------------------- | -------------------------------- |
| 080                        | Всего | 5626                             | 5755                             | 5086                             |
| 0101                       | Сан-Фелипе-де-Ихар (исп. San Felipe de Híjar) 20°54′05″ с. ш. 104°43′19″ з. д.                                    | 1172                             | 1221                             | 1005                             |
| 0001                       | Сан-Себастьян-дель-Оэсте (исп. San Sebastián del Oeste) 20°45′39″ с. ш. 104°51′06″ з. д. (административный центр) | 523                              | 672                              | 632                              |
| 0111                       | Сантьяго-де-Пинос (исп. Santiago de Pinos) 20°48′25″ с. ш. 104°49′52″ з. д.                                       | 541                              | 556                              | 566                              |
| 0033                       | Ла-Эстансия-де-Ладерос (исп. La Estancia de Landeros) 20°46′18″ с. ш. 104°54′34″ з. д.                            | 198                              | 219                              | 317                              |
| 0014                       | Эль-Каррисо (исп. El Carrizo) 20°52′31″ с. ш. 104°43′43″ з. д.                                                    | 282                              | 286                              | 297                              |
| 0122                       | Ла-Тортуга (исп. La Tortuga) 20°54′05″ с. ш. 104°36′58″ з. д.                                                     | 199                              | 194                              | 220                              |
| —                          | Прочие | 2711                             | 2607                             | 2049                             |
| Названия на карте Генштаба | |                                  |                                  |                                  |

## Экономическая деятельность
По статистическим данным 2000 года, работоспособное население занято по секторам экономики в следующих пропорциях:
- сельское хозяйство, животноводство и рыбная ловля — 62,3 %;
- промышленность и строительство — 10,4 %;
- торговля, сферы услуг и туризма — 25 %;
- безработные — 2,3 %.

## Инфраструктура
По статистическим данным 2020 года, инфраструктура развита следующим образом:
- электрификация: 98,3 %;
- водоснабжение: 80,1 %;
- водоотведение: 95,2 %.